# Pension Schöller (film, 1960)
Pour les articles homonymes, voir Pension Schöller.
Pour plus de détails, voir Fiche technique et Distribution.
Pension Schöller est un film allemand réalisé par Georg Jacoby, sorti en 1960.
Il s'agit de l'adaptation contemporaine de la pièce de Wilhelm Jacoby, le père de Georg Jacoby, et Carl Laufs que le réalisateur a déjà mise en scène en 1930 et 1952.

## Synopsis
Le propriétaire terrien Philipp Klapproth, qui finance les études de médecine de son neveu Peter Klapproth, reçoit un jour une lettre dans laquelle il demande 20 000 marks à son oncle. Peter veut, écrit-il, investir cet argent dans un hôpital psychiatrique. En vérité, le neveu a des plans très différents : il ne peut ni voir le sang, ni n'a jamais étudié la médecine ; au lieu de cela, lui et son ami musicien Tommy consacrent leurs vies à leur groupe. Avec l'argent de l'oncle, rien ne s'opposerait à avoir leur propre local de répétition.
Philipp, sceptique, veut d'abord voir l'institution, avant de donner l'argent, et se rend chez Peter. Il suit le conseil de Tommy et conduit son oncle à la pension Schöller qui va se faire passer pour un asile d'aliénés. Leur mystification leur réussit pas mal : celui qui semble « fou » est un client à la personnalité excentrique. Ici réside la situation comique de l'intrigue.

## Fiche technique
- Titre : Pension Schöller
- Réalisation : Georg Jacoby assisté de Katja Fleischer
- Scénario : Georg Jacoby, Joachim Wedekind, Gustav Kampendonk
- Musique : Martin Böttcher
- Direction artistique : Albrecht Becker, Herbert Kirchhoff
- Costumes : Erna Sander
- Photographie : Willy Winterstein
- Son : Hans Ebel
- Montage : Alice Ludwig (de)
- Production : Walter Koppel (de)
- Sociétés de production : Real-Film (de)
- Société de distribution : Europa-Filmverleih AG
- Pays d'origine :  Allemagne de l'Ouest
- Langue : allemand
- Format : Noir et blanc - 1,66:1 - Mono - 35 mm
- Genre : Comédie
- Durée : 93 minutes
- Dates de sortie :
  - Allemagne de l'Ouest : 15 juillet 1960.
  - France : 1er juin 1962[1].

## Distribution
- Rudolf Vogel : Philipp Klapproth
- Ann Smyrner : Erika, sa nièce
- Helmuth Lohner : Peter Klapproth
- Theo Lingen : Professeur Schöller
- Christa Williams : Fritzi
- Rainer Bertram : Tommy Kiesling
- Ursula Herking : Josefine Krüger
- Leon Askin : Fritz Bernhardi
- Ilse Steppat : Amalie Schöller
- Christa Siems (de) : Ulrike Klapproth
- Benno Gellenbeck (de) : L'artiste Zarini
- Joachim Wolff (de) : Perry Schulze
- Henry Vahl (de) : Le facteur
- Boy Gobert : Eugen Rümpel

## Source de traduction
- (de) Cet article est partiellement ou en totalité issu de l’article de Wikipédia en allemand intitulé « Pension Schöller (1960) » (voir la liste des auteurs).